# Marisa Monte
Marisa de Azevedo Monte (ur. 1 lipca 1967 w Rio de Janeiro) – brazylijska piosenkarka.
Wraz z Arnaldo Antunesem i Carlinhosem Brownem piosenkarka tworzy też trio Tribalistas.

## Dyskografia
Albumy
- 1989: Marisa Monte
- 1991: Mais
- 1994: Verde, Anil, Amarelo, Cor-de-Rosa e Carvão (Rose & Charcoal)
- 1996: Barulhinho Bom (A Great Noise)
- 2000: Memórias, Crônicas, e Declaracões de Amor (Memories, Chronicles and Declarations of Love)
- 2003: Os Tribalistas (as the Tribalistas, with Carlinhos Brown and Arnaldo Antunes)
- 2006: Universo ao Meu Redor
- 2006: Infinito Particular

Single
- 2006: Vilarejo
- 2006: O bonde do dom